# Poissarden

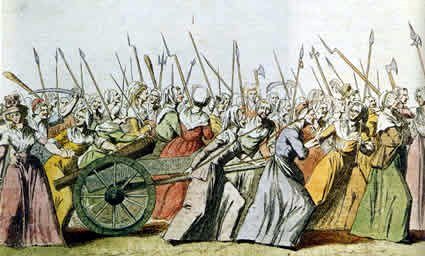
Zug der Frauen nach Versailles während der Französischen Revolution im Oktober 1789

Die Poissarden oder „Fischweiber“, eigentlich ein Demonstrationszug mehrerer Tausend bewaffneter Zivilisten und Soldaten, holten am 5./6. Oktober 1789 Ludwig XVI. vom Versailler Hof ins revolutionäre Paris.

## Geschichte
Nach Ausbruch der Französischen Revolution 1789 erließ die Nationalversammlung noch im selben Jahr ihre Augustdekrete, die die Abschaffung der Vorrechte des Adels in Frankreich zum Inhalt hatten; jedoch weigerte sich Ludwig XVI., immer noch nominelles Oberhaupt des Staates, diese zu unterzeichnen und ihnen damit Rechtskraft zu verleihen. Versorgungsmängel und militärische Maßnahmen gegen Massenkundgebungen in Paris heizten die dem König gegenüber feindselige Stimmung weiter an. Die Nachricht, dass das Königspaar und seine Leibgarde anlässlich eines Banketts die Revolution verunglimpft hätten, führte zu offener Empörung. Am 5. Oktober 1789 kam es in Paris zur Versammlung der sogenannten Poissarden, auch Fischweiber genannt, gemeint waren damit die Marktfrauen des Pariser Fischmarkts. Es versammelten sich mehrere tausend Frauen vor dem Rathaus der Hauptstadt, wo sie Brot forderten. Der Pariser Bürgermeister Bailly weigerte sich jedoch, sie anzuhören. Schließlich beschlossen sie, einen Zug zum königlichen Schloss von Versailles zu wagen, um direkt bei Ludwig XVI. Gehör für ihre Forderungen zu finden. Dabei riefen sie immer wieder: „Versailles  schlemmt, Paris hungert!“. 
Der Zug setzte sich aus ungefähr 6.000 Marktfrauen und weiteren Sympathisanten zusammen, die mit Gewehren, Piken, Säbeln und Äxten bewaffnet waren. Unterstützung erhielten sie im Laufe des Tages von etwa 1.500 mit Geschützen bewaffneten Nationalgardisten, angeführt von ihrem Kommandanten General de La Fayette. Gegen Mitternacht erreichte der Zug der Marktfrauen Versailles, wo er zunächst in den Sitzungssaal der Nationalversammlung eindrang. Gegen Morgengrauen des 6. Oktober gelang es einigen der Demonstranten, durch einen unbewachten Eingang ins Schloss vorzudringen. Weil es zu einer Schlägerei kam, bei der zwei königliche Leibwächter ihr Leben verloren, eskalierte die Situation. Die Menge reagierte wütend und drang in den Palast ein. Sie stiegen die Treppen zu den königlichen Gemächern hinauf. Bevor sie Königin Marie Antoinette erreichen konnten, wurde diese gewarnt und floh in den Flügel ihres Gemahls. Um eine weitere Eskalation zu vermeiden, griff nun General de La Fayette  ein und ließ den Zugang zu den Gemächern von seinen Truppen versperren. Ohne weiteres Blutvergießen konnten die Soldaten die aufgebrachte Menge wieder aus dem Palast befördern. Vor dem Schloss forderten die Demonstranten jedoch das Erscheinen des Königs. Ludwig XVI. gab schließlich nach und zeigte sich mit Frau und Kind dem Volk. Als der König die Lieferung von Lebensmitteln versprach, beruhigte sich die Lage wieder. Er zeigte sich außerdem endlich bereit, die Dekrete der Nationalversammlung zu unterschreiben, und die Vorrechte des Adels wurden abgeschafft. Allerdings verlangte die Menge nun, dass der König nach Paris kommen solle. Dies tat sie solange, bis Ludwig XVI. schließlich nachgab und seinen Umzug in die Hauptstadt verkündete. Noch am frühen Nachmittag des 6. Oktobers bewegte sich der Zug der Marktfrauen wieder nach Paris. Dabei wurde er von Nationalgardisten begleitet, die Wagen mit Brot und Mehl eskortierten. De La Fayette eskortierte die Kutsche des Königs sowie dessen Hofgefolge sicher nach Paris. Hunderte Mitglieder der Nationalversammlung in Versailles begleiteten  den Zug ebenfalls. Die mit Flinten und Piken bewaffneten Marktfrauen waren sicher, dass die Lebensmittelkrise durch die Rückkehr des Königs nach Paris nun ihr Ende fand. Bei seiner Ankunft in Paris wurde der König im Rathaus begrüßt; er trug  an seinem Hut die blau-weiß-rote Kokarde der Revolution. Anschließend wurden Ludwig XVI. und seine Familie zum Tuilerien-Palast gebracht, in dem seit mehr als einhundert Jahren kein König mehr gelebt hatte. Nach dem Marsch der Marktfrauen und dem Umzug des Königs nach Paris schien die Französische Revolution ein gutes Ende zu nehmen. So hatte der König in den wesentlichen Punkten nachgegeben und die Vorherrschaft des Adels schien gebrochen zu sein. Die Nationalversammlung übernahm nun die schwere Aufgabe, im Rahmen der Verfassung für eine neue Gesellschaftsordnung zu sorgen. Für Ludwig XVI. bedeutete der Umzug in den Tuilerien-Palast jedoch, dem Einfluss der Pariser Bevölkerung sowie den politischen Gegnern der Monarchie ausgeliefert zu sein.
Das Ereignis erregte in ganz Europa großes Aufsehen, und die Poissarden erhielten einen festen Platz in der Ikonographie der Revolution.
Mit dem Sturz der Jakobiner 1794 wendeten sich die bürgerlichen Kräfte von denjenigen revolutionären Erscheinungen ab, die sie mit Radikalismus und zügellosem Handeln gleichsetzten; dazu zählten auch die Poissarden. Als 1798 in der Schweiz die Helvetische Republik nach französischem Vorbild entstand, warnte der führende Basler Revolutionär Peter Ochs davor, wichtige Veränderungen in einem Staat „Taglöhnern, Fischweibern, Trödlern zu überlassen“. Schon 1792 im Ersten Koalitionskrieg wurde gedichtet: „... von ganz verderbten Säften / Und von verbranntem Hirn / Fischweiber schwatzen jetzt zu Staatsgeschäften / Mit unverschämter Stirn ...“ (Anonym: Parodie über die Parodie eines Deutschen. In: Sammlung von Liedern und anderen Piecen welche für die eydsgnössischen Hülfstruppen und aus Anlaß ihres Zuzugs nach Basel erschienen sind. Basel 1792). Ende der 1790er-Jahre waren die Poissarden zu einem Schreckbild für Freund und Feind der (gelenkten) Revolution geworden.

## Illustration

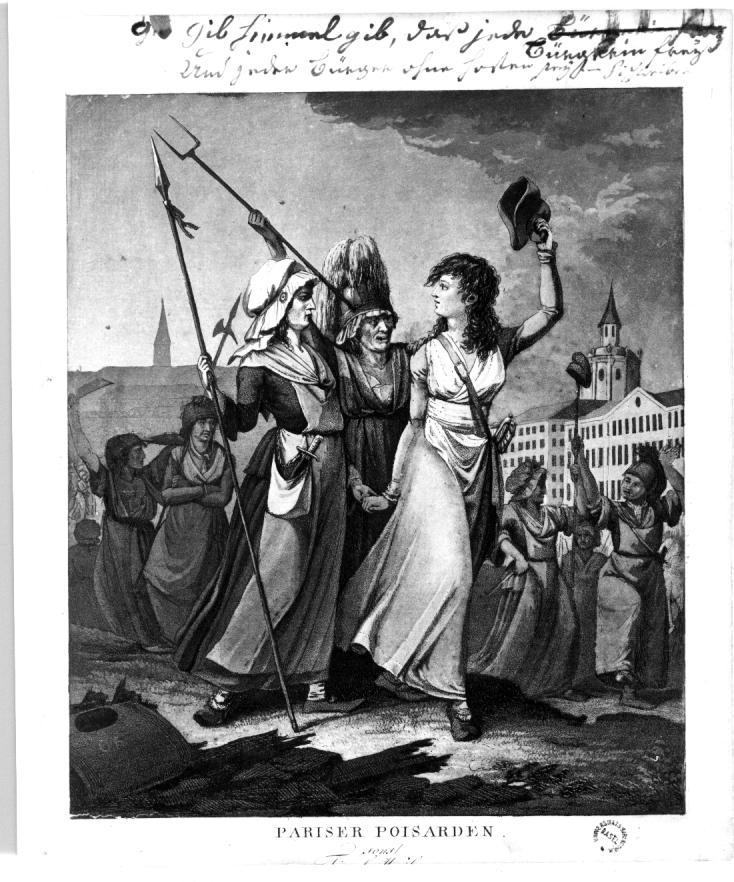
Pariser Poisarden sonst Fisch-Weiber (Anonym, nach 1789)

Die Poissarden des nebenstehenden Bildes sind mit ihrem Gemisch an Waffen (Hellebarden, Säbel, Bratspieße) als improvisierter Gewalthaufen gekennzeichnet. Zu beachten sind die Messer zum Ausweiden der Fische, vor allem aber die Piken als eigentliche Waffen der revolutionären Masse. An der Spitze des proletarischen Trupps steht allerdings eine wohlhabende Bürgerin, die bereits die klassizistische Mode des späteren Konsulats und des Empire trägt. Das Bild spielt auf geschickte Weise mit den an der Revolution beteiligten Gruppen. Das Bürgertum wird als führende neue Kraft bezeichnet, während es den Poissarden die Rolle des gesinnungslosen Pöbels zuweist, der sich für jeden Aufruhr gewinnen lässt.
Die handschriftliche Ergänzung über dem Bild lautet: „Gib Himmel gib, dass jede Bürgerin frey / Und jeder Bürger ohne Hosen sey.“ Die Worte „ohne Hosen“ sind doppeldeutig: Einerseits handelt es sich um die missverstandene Übersetzung des französischen Sans-Culottes als Bezeichnung der Revolutionäre, die nicht die adligen Culottes (Kurzhosen) samt Seidenstrümpfen, sondern die einfachen, langbeinigen Pantalons trugen; anderseits ist es der Spott darüber, dass in Frankreich die gewohnten Machtverhältnisse zwischen den Geschlechtern in Frage gestellt wurden, wie es sich in diesem Ereignis, aber bald auch im Auftreten der revolutionären Frauenclubs oder in der Erklärung der Rechte der Frau und Bürgerin von Olympe de Gouges zeigte.